# Tarzeena: Jiggle in the Jungle
Tarzeena: Jiggle in the Jungle ist ein US-amerikanischer Erotikfilm des Regisseurs Fred Olen Ray, der 2008 als Fernsehproduktion und für den DVD-Markt gedreht wurde.

## Handlung
Nach dem Tod ihres Onkels soll Mandy sein Anwesen und Geld erben. Jedoch muss sie als Bedingung für den Erhalt des Erbes eine Expedition zu einer Insel antreten, auf der zwanzig Jahre zuvor der Sohn Bradly und die Enkelin von Mandys Onkel verschollen sind. Auf der Insel trifft Mandy mit ihrem Freund Ted sowohl auf den dort lebenden Jack Carver und seine eingeborene Freundin Shana als auch auf Tarzeena und ihren Gorilla Tabonga. Tarzeena stellt sich schließlich als die vermisste Tochter des beim Flugzeugabsturz auf der Insel verstorbenen Bradly heraus. Ebenfalls auf der Insel lebt Dr.  Mortimer, der schließlich erst Tabonga und dann Tarzeena entführt. Bei der Rettung wird das Labor des Dr. Mortimer zerstört und Tabonga kommt ums Leben. Tarzeena kehrt gemeinsam mit Mandy und Ted nach Hause zurück.

## Hintergrund
Produziert wurde der Film von der Produktionsgesellschaft American Independent Productions und vertrieben durch Retromedia Entertainment und New City Releasing. Er wurde ab Sommer 2008 bei der Senderkette Cinemax ausgestrahlt. Neben dem Titel Tarzeena: Jiggle in the Jungle wurde er auch unter Tarzeena: Queen of Kong Island vertrieben. Gedreht wurde der Film gleichzeitig mit anderen Filmen, unter anderem Super Ninja Doll.

## Rezeption
Im Vergleich zum zeitgleich vom größtenteils gleichen Team gedrehten Super Ninja Doll wird Tarzeena schlechter bewertet. Insbesondere die recht dünne und einfache Handlung wird bemängelt. Bei Tars Tarkas wird der Film im Vergleich zu Super Ninja Doll ebenfalls als schwächer, insgesamt aber doch gut bewertet. Insbesondere im Vergleich zu anderen erotischen Filmen mit Tarzan-Motiv wird der Film gelobt.